# Јусуке Минагава
Јусуке Минагава (јап. 皆川 佑介; 9. октобар 1991) јапански је фудбалер.

## Каријера
Током каријере играо је за Санфрече Хирошима и Roasso Kumamoto.

## Репрезентација
За репрезентацију Јапана дебитовао је 2014. године.

## Статистика
| Јапан  | Јапан | Јапан |
| Год.   | Ута.  | Гол.  |
| ------ | ----- | ----- |
| 2014   | 1     | 0     |
| Укупно | 1     | 0     |